# Miękkoster rdzawogardły
Miękkoster rdzawogardły (Thripophaga amacurensis) – gatunek małego ptaka z rodziny garncarzowatych (Furnariidae). Opisany po raz pierwszy w roku 2013. Występuje endemicznie w północno-wschodniej Wenezueli. Jest narażony na wyginięcie.
Po raz pierwszy gatunek zaobserwowano 26 października 2004 roku. Zarówno morfologią jak i behawiorem do miękkostera rdzawogardłego najbardziej podobny jest miękkoster żółtooki (T. cherriei), z którym jest najbliżej spokrewniony. Gatunki te dzieli w zasięgu występowania około 1000 km; różnią się także nieznacznie wyglądem, liczbą sterówek, wymiarami oraz pieśnią. Nazwa gatunkowa amacurensis pochodzi od słowa amacuro, które w języku ludu Warao oznacza mniej więcej „kołdrę rzek”.

## Zasięg występowania
Gatunek znany z czterech stanowisk w południowej części delty rzeki Orinoko w Wenezueli (region Delta Amacuro), na wysokości około 35 m n.p.m. Zasięg występowania szacowany na 32–48 km². Środowisko życia stanowią sezonowo podmokłe lasy z małymi bagnami, regiony gdzie współwystępują las i sawanna, a także sezonowo podmokłe sawanny; wszystkie typy zamieszkiwanego habitatu na zasięgu występowania są wolne od działalności ludzkiej.

## Morfologia
Wierzch głowy ciemnobrązowy w brązoworudawe paski. Dziób ciemnoszary, dolna szczęka u nasady jaśniejsza. Wąs jaśniejszy. Gardło i broda rude. Tęczówki czerwonawe. Pierś brązowa w jasnopomarańczowe plamki, tym rzadsze im dalej w tył. Kark upierzony podobnie jak głowa. Kuper, pokrywy nadogonowe oraz sterówki w liczbie 12 cynamonoworude. Zewnętrzna chorągiewka lotek cynamonoworudobrązowa, jednak bliżej ciemnej stosiny szarawa; zewnętrzna część chorągiewki szara. Pokrywy skrzydłowe duże II rzędu oraz I rzędu o podobnym wzorze, co lotki; pozostała część pokryw skrzydłowych brązowa. Pokrywy podskrzydłowe cynamonowoczerwonawe. Nogi szare. Osobniki młodociane odróżnia jasna tęczówka.

## Status
Międzynarodowa Unia Ochrony Przyrody (IUCN) od 2022 roku uznaje miękkostera rdzawogardłego za gatunek narażony na wyginięcie (VU – vulnerable); wcześniej, od 2016 roku był klasyfikowany jako gatunek zagrożony (EN – endangered). Liczebność populacji nie została oszacowana, ale nie jest duża, biorąc pod uwagę ograniczony zasięg występowania. Trend liczebności populacji uznawany jest za spadkowy. Głównym zagrożeniem dla gatunku jest wylesianie mające miejsce w zachodniej części zasięgu.